# ジョージ・マーサー・ドーソン

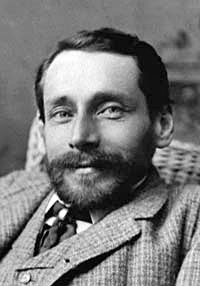
ジョージ・マーサー・ドーソン

ジョージ・マーサー・ドーソン（George Mercer Dawson、1849年8月1日～1901年3月2日）は、カナダの科学者で、探検家である。

## 来歴
ドーソンはノヴァスコシア州ピクトーで、ジョン･ウィリアム･ドーソン卿の子として生まれた。彼は11歳まで背骨の結核（脊椎カリエス）に冒されたため、彼の背中は曲がり、また成長が止まっている。
しかし、彼の肉体的な制約は、彼がカナダ最高の科学者になる妨げとはならなかった。彼の父および家庭教師は、彼が病気からゆっくりと回復する間に彼の教育に必要なものを与えた。彼はその後、モントリオール高校、マックギル大学（定時制）に進学、さらに1869年にはロンドンに移って王立鉱山学校（現：インペリアル・カレッジ・ロンドン）で地質学・古生物学を学び、3年後には同期中の首席で卒業した。ドーソンは1890年にクイーンズ大学で、1891年にマックギル大学でLL.D.（Doctor of Laws - 法律学の博士号）を授与されている。

### 探検の功績
ドーソンは1872年から1876年にかけて、国境調査隊とともに西カナダの広範囲にわたる探検を行った。その結果作成された387ページにわたるリポートは、「Geology and Resources of the Region in the Vicinity of the 49th parallel from the Lake of the Woods to the Rocky Mountains, with Lists of Plants and Animals Collected, and Notes on the Fossils from the Killadeer Badlands currently part of Grasslands National Park」（森の湖（the Lake of the Woods）からロッキー山脈までの北緯49度近辺における地域の地質、植物と動物の収集リスト、および現在のグラスランド国立公園の一部であるKilladeer Badlandsから発掘された化石に関するノート）と呼ばれている。このリポートはドーソンを尊敬する科学者によって出版された。
また、1883年から1884年の間には、カナダ政府に依頼されて主要峰および峠、主要な川を地図化するためにカナディアン・ロッキーの探検を行った。カナディアンロッキーの多くの峰のうち、アシニボイン山 (3,618m) やテンプル山 (3,543m) などのいくつかの峰は彼によって発見されている。彼が探検の結果として1886年に作成した地図は、カナディアンロッキーのうちアメリカ国境からレッドディアー谷およびキッキングホース峠までカバーしている。
1887年、彼は現在のユーコン準州にあたる地域へと探検を広げ、後に別の領域となるこの地域の最初の地図を作成した。彼のレポートは、10年後にクロンダイク・ゴールドラッシュが起きてこの地域が一般に注目された際に再発行された。
ユーコン準州ドーソン・シティの地名は彼にちなんで名づけられた。ブリティッシュコロンビア州のドーソンクリークもまた彼の功績にちなんでいる。

### その後
ドーソンは1875年にカナダ地質調査所のメンバーとなり、1883年には副理事に、最終的には1895年に理事となった。1891年王立協会フェロー選出。
1897年には、ノースウエスト準州からアラスカに至る地域の探検の功績に対して、王立地理学会から金メダル（パトロンズ・メダル）を贈られた。
1901年、ドーソンはある日激しい気管支炎に襲われ、オタワで突然に死亡した。彼は家族によってモントリオールのマウントロイヤル墓地で埋葬された。